# Liga ETE 2018
La temporada 2018 de la Liga ETE fue la primera edición de la competición de traineras organizada por la Asociación de Traineras de Mujeres. Compitieron 9 equipos encuadrados en un único grupo. La temporada regular comenzó el 17 de junio en Portugalete (Vizcaya) y terminó el 25 de agosto en Colindres (Cantabria). Posteriormente, se disputaron los play-off para el ascenso a la Liga ACT femenina.

## Sistema de competición
La competición consta de una temporada regular de 14 regatas. Una vez finalizada, se disputa un play-off de ascenso a la Liga ACT femenina entre la última clasificada de dicha competición y la primera de la Liga ETE.
Las regatas de disputaron en tandas en líneas con cuatro o cinco calles excepto las banderas Ciudad de Rentería, Pasajes, Semana Grande de San Sebastián, Bilbao y Colindres que se compitieron en modalidad contrarreloj. En todos los casos la distancia a bogar en cada regata fue de 1.5 millas náuticas que equivalen a 2778 metros.

## Calendario

### Temporada regular
Las siguientes regatas se disputarion en 2018.
| Orden | Regata                                                      | Fecha        | Hora  | Localidad                  | Provincia |
| ----- | ----------------------------------------------------------- | ------------ | ----- | -------------------------- | --------- |
| 1     | I Bandera ETE Portugalete                                   | 17 de junio  | 11:30 | Portugalete                | Vizcaya   |
| 2     | I Bandera ETE de San Juan de Luz                            | 23 de junio  | 15:30 | San Juan de Luz            | Francia   |
| 3     | II Bandera Femenina Donostiarra Kaiarriba-La Bretxa         | 8 de julio   | 10:30 | San Sebastián              | Guipúzcoa |
| 4     | I Bandera Cantabria en Rosa Camargo                         | 15 de julio  | 17:00 | Camargo                    | Cantabria |
| 5     | I Bandera Femenina Orio Kanpina                             | 21 de julio  | 11:00 | Orio                       | Guipúzcoa |
| 6     | I Bandera Ciudad de Rentería                                | 22 de julio  | 15:30 | Pasajes de San Juan        | Guipúzcoa |
| 7     | II Bandera El Correo-Kutxabank                              | 28 de julio  | 12:00 | Lequeitio                  | Vizcaya   |
| 8     | VII Bandera Femenina de Pasajes                             | 4 de agosto  | 17:30 | Pasajes de San Juan        | Guipúzcoa |
| 9     | X Bandera de Txingudi                                       | 11 de agosto | 11:30 | Fuenterrabía               | Guipúzcoa |
| 10    | XXXVI Bandera ETE de Ondárroa                               | 12 de agosto | 12:00 | Ondárroa                   | Vizcaya   |
| 11    | XXX Bandera ETE de Plencia                                  | 15 de agosto | 11:45 | Plencia                    | Vizcaya   |
| 12    | II Bandera Femenina Semana Grande de San Sebastián          | 18 de agosto | 11:00 | Río Urumea (San Sebastián) | Guipúzcoa |
| 13    | III Bandera Femenina de Bilbao                              | 19 de agosto | 11:00 | Bilbao                     | Vizcaya   |
| 14    | III Bandera Femenina de Traineras Ayuntamiento de Colindres | 25 de agosto | 16:00 | Colindres                  | Cantabria |

### Play-off de ascenso a Liga ACT
| Orden | Regata      | Fecha         | Hora  | Provincia |
| ----- | ----------- | ------------- | ----- | --------- |
| 1     | Bermeo      | 15 septiembre | 18:00 | Vizcaya   |
| 2     | Portugalete | 16 septiembre | 11:45 | Vizcaya   |

## Traineras participantes
| Equipo                | Nombre de la Trainera | Patrona                            | Localidad       | Provincia |
| --------------------- | --------------------- | ---------------------------------- | --------------- | --------- |
| Colindres-Hercos      | San Ginés             | Julia Rodríguez                    | Colindres       | Cantabria |
| Kaiku-Producha        | Bizkaitarra           | Iraide Ruiz, Jone García de Andoin | Sestao          | Vizcaya   |
| Deusto-Bilbao         | Tomatera              | Aiala Uribelarrea                  | Bilbao          | Vizcaya   |
| Lea Artibai-Cikautxo  | Lekittarra            | Nahia Aboitz                       | Lequeitio       | Vizcaya   |
| Tolosaldea            | Tolosaldea            | Aiora Sorozabal, Irati Romero      | Tolosa          | Guipúzcoa |
| Donostiarra           | Torrekua              | Erika González, Inder Paredes      | San Sebastián   | Guipúzcoa |
| Hernani-Ipagirre      | Maialen               | Intza Larburu, Jone Pastor         | Hernani         | Guipúzcoa |
| Hibaika-Jamones Ancín | Madalen               | Inge Ugarte, Zuriñe Alberdi        | Rentería        | Guipúzcoa |
| Lapurdi               | Xubero                | Pauline Delqué, Caroline Bedere    | San Juan de Luz | Francia   |

Los clubes participantes están ordenados geográficamente, de oeste a este.

### Equipos por provincia
| Provincia | N. | Equipos                                                          |
| --------- | -- | ---------------------------------------------------------------- |
| Guipúzcoa | 4  | Donostiarra, Hernani-Ipagirre, Hibaika-Jamones Ancín, Tolosaldea |
| Vizcaya   | 3  | Deusto-Bilbao, Kaiku-Producha, Lea Artibai-Cikautxo              |
| Cantabria | 1  | Colindres-Hercos                                                 |
| Francia   | 1  | Lapurdi                                                          |

### Ascensos y descensos
| Pos. | Nueva inscripción     |
| ---- | --------------------- |
| -    | Colindres-Hercos      |
| -    | Deusto-Bilbao         |
| -    | Donostiarra           |
| -    | Hernani-Ipagirre      |
| -    | Hibaika-Jamones Ancín |
| -    | Kaiku-Producha        |
| -    | Lapurdi               |
| -    | Lea Artibai-Cikautxo  |
| -    | Tolosaldea            |

     Nueva inscripción.

## Clasificación

### Temporada regular
A continuación se recoge la clasificación en cada una de las regatas disputadas.

#### Puntuaciones
Los puntos se reparten entre las nueve participantes en cada regata. 
| Posición | 1.º | 2.º | 3.º | 4.º | 5.º | 6.º | 7.º | 8.º | 9.º |
| Puntos   | 9   | 8   | 7   | 6   | 5   | 4   | 3   | 2   | 1   |

#### Resultados por regata
| Pos. | Club                           | Trainera         | 1 POR | 2 LUZ | 3 DON                    | 4 CAM                    | 5 ORI                    | 6 REN                    | 7 COR                    | 8 PAS                    | 9 TXI                    | 10 OND                   | 11 PLE                   | 12 SEB                   | 13 BIL                   | 14 COL                   | Puntos                   |
| ---- | ------------------------------ | ---------------- | ----- | ----- | ------------------------ | ------------------------ | ------------------------ | ------------------------ | ------------------------ | ------------------------ | ------------------------ | ------------------------ | ------------------------ | ------------------------ | ------------------------ | ------------------------ | ------------------------ |
| 1    | Donostiarra                    | Torrekua         | 6     | 7     | 1                        | 2                        | 1                        | 4                        | 1                        | 1                        | 2                        | 1                        | 2                        | 1                        | 4                        | 1                        | 99                       |
| 2    | Hibaika-Jamones Ancín          | Madalen          | 10    | 6     | 3                        | 1                        | 4                        | 3                        | 3                        | 3                        | 1                        | 2                        | 1                        | 2                        | 2                        | 2                        | 93                       |
| 3    | Deusto-Bilbao                  | Tomatera         | 3     | 5     | 2                        | 3                        | 2                        | 2                        | 2                        | 2                        | 4                        | 4                        | 3                        | 3                        | 1                        | 3                        | 89                       |
| 4    | Tolosaldea                     | Tolosaldea       | 7     | 8     | 4                        | 4                        | 5                        | 1                        | 5                        | 4                        | 6                        | 3                        | 4                        | 6                        | 3                        | 5                        | 70                       |
| 5    | Kaiku-Producha                 | Bizkaitarra      | 8     | DNP   | 5                        | 5                        | 3                        | 5                        | 4                        | 5                        | 3                        | 6                        | 5                        | 5                        | 5                        | 4                        | 65                       |
| 6    | Hernani-Ipagirre               | Maialen          | DNP   | DNP   | 6                        | 6                        | 6                        | 7                        | 6                        | 6                        | 5                        | 5                        | 6                        | 4                        | 6                        | 6                        | 51                       |
| 7    | Lea Artibai-Cikautxo           | Lekittarra       | 9     | 10    | 7                        | 7                        | 7                        | 6                        | 7                        | 7                        | 7                        | 7                        | 7                        | 8                        | 7                        | 7                        | 36                       |
| 8    | Lapurdi                        | Xubero           | 11    | 9     | 8                        | 8                        | 8                        | 8                        | 8                        | 8                        | 9                        | 8                        | 9                        | 9                        | 8                        | 8                        | 20                       |
| 9    | Colindres-Hercos               | San Ginés        | 12    | DNP   | 9                        | 9                        | 9                        | 9                        | 9                        | 9                        | 8                        | 9                        | 8                        | 7                        | 9                        | 9                        | 17                       |
| -    | Arraun Lagunak                 | Lugañene         | 4     | 3     | Participa en la Liga ACT | Participa en la Liga ACT | Participa en la Liga ACT | Participa en la Liga ACT | Participa en la Liga ACT | Participa en la Liga ACT | Participa en la Liga ACT | Participa en la Liga ACT | Participa en la Liga ACT | Participa en la Liga ACT | Participa en la Liga ACT | Participa en la Liga ACT | Participa en la Liga ACT |
| -    | Hondarribia-Bertako Igogailuak | Ama Guadalupekoa | 5     | 4     | Participa en la Liga ACT | Participa en la Liga ACT | Participa en la Liga ACT | Participa en la Liga ACT | Participa en la Liga ACT | Participa en la Liga ACT | Participa en la Liga ACT | Participa en la Liga ACT | Participa en la Liga ACT | Participa en la Liga ACT | Participa en la Liga ACT | Participa en la Liga ACT | Participa en la Liga ACT |
| -    | Orio-Babyauto                  | Txiki            | 1     | 2     | Participa en la Liga ACT | Participa en la Liga ACT | Participa en la Liga ACT | Participa en la Liga ACT | Participa en la Liga ACT | Participa en la Liga ACT | Participa en la Liga ACT | Participa en la Liga ACT | Participa en la Liga ACT | Participa en la Liga ACT | Participa en la Liga ACT | Participa en la Liga ACT | Participa en la Liga ACT |
| -    | San Juan                       | Batelerak        | 2     | 1     | Participó en la Liga ACT | Participó en la Liga ACT | Participó en la Liga ACT | Participó en la Liga ACT | Participó en la Liga ACT | Participó en la Liga ACT | Participó en la Liga ACT | Participó en la Liga ACT | Participó en la Liga ACT | Participó en la Liga ACT | Participó en la Liga ACT | Participó en la Liga ACT | Participó en la Liga ACT |

| Color     | Resultado                        |
| --------- | -------------------------------- |
| Oro       | Ganadora                         |
| Plata     | Segunda                          |
| Bronce    | Tercera                          |
| Verde     | Puntuó                           |
| Sin color | DNP - Inscrita pero no participó |

Las banderas de Portugalete y San Juan de Luz no puntuaron. En dichas regatas, compitieron las tripulaciones que militaban en la Liga ACT, circunstancia contemplada en el reglamento de la competición ya que están adscritas a la Asociación de Traineras de Mujeres.

#### Palmarés
| Pos. | Club                  | Victorias | Segundos | Terceros | Puntos | Ascenso o descenso  |
| ---- | --------------------- | --------- | -------- | -------- | ------ | ------------------- |
| 1    | Donostiarra           | 7         | 3        | 0        | 99     | Play-off de ascenso |
| 2    | Hibaika-Jamones Ancín | 3         | 4        | 4        | 93     |                     |
| 3    | Deusto-Bilbao         | 1         | 5        | 5        | 89     |                     |
| 4    | Tolosaldea            | 1         | 0        | 2        | 70     |                     |
| 5    | Kaiku-Producha        | 0         | 0        | 2        | 65     |                     |
| 6    | Hernani-Ipagirre      | 0         | 0        | 0        | 51     |                     |
| 7    | Lea Artibai-Cikautxo  | 0         | 0        | 0        | 36     |                     |
| 8    | Lapurdi               | 0         | 0        | 0        | 20     |                     |
| 9    | Colindres-Hercos      | 0         | 0        | 0        | 17     |                     |

### Play-off de ascenso a Liga ACT
Los puntos se reparten entre las dos participantes en cada regata.
| Posición | 1.º | 2.º |
| Puntos   | 2   | 1   |

| Pos. | Club                           | Trainera         | 1 BER | 2 POR | Puntos |
| ---- | ------------------------------ | ---------------- | ----- | ----- | ------ |
| 1    | Donostiarra                    | Torrekua         | 1     | 1     | 4      |
| 2    | Hondarribia-Bertako Igogailuak | Ama Guadalupekoa | 2     | 2     | 2      |

La trainera de San Juan renunció a su plaza en la Liga ACT por lo que perdió la categoría dejando su plaza libre para ser ocupada por el equipo de Hondarribia-Bertako Igogailuak.